# FIA European Truck Racing Championship 2008
Die Truck-Racing-Europameisterschaft 2008 (auch: FIA European Truck Racing Championship 2008 oder FIA ETRC 2008) war eine europaweit von der FIA ausgetragene Motorsport-Rennmeisterschaft in der Gruppe F (Renntrucks). Die neun (9) Läufe mit je vier (4) Rennen umfassende Truck-Racing-EM war die 24. überhaupt und die vierte (3.) seit sie 2006 von der FIA das Prädikat einer Meisterschaft (Championship) verliehen wurde. Zuvor hatte sie lediglich den Status eines Cups.
Der tschechische Rennfahrer David Vršecký gewann die Meisterschaft auf seinem Freightliner-Renntruck vor seinem schweizerischen Teamkollegen Markus Bösiger (ebenfalls Freightliner) und Antonio Albacete aus Spanien auf MAN. Jochen Hahn aus Deutschland (ebenfalls MAN) landete auf dem 4. Platz.
Gemeinsam mit Makus Bösiger gewann David Vršecký auch die Team-Wertung als Team Buggyra Int. Racing System auf Freightliner-Renntrucks (878 Punkte). Den zweiten Platz sicherten sich Jochen Hahn und Jean-Philippe Belloc als Koller und Schwemmer Team mit ihren MAN-Renntrucks (644 Punkte). Mit 459 Punkten holten sich Markus Altenstrasser und Frankie Vojtíšek als Frankie Truck Racing Team auf Renault-Trucks den dritten Platz auf dem Podium. Den vierten Platz fuhr das Team Bermejo/Horne mit insgesamt 244 Punkten auf Mercedes-Benz-Renntrucks ein.

## Rennkalender
| Lauf | Datum                  | Rennen      | Ort           | Strecke               | Platz 1 (nach Punkten) | Punkte | Platz 2 (nach Punkten) | Punkte | Platz 3 (nach Punkten) | Punkte |
| ---- | ---------------------- | ----------- | ------------- | --------------------- | ---------------------- | ------ | ---------------------- | ------ | ---------------------- | ------ |
| 1.   | 10.–11. Mai 2008       | Spanien     | Barcelona     | Circuit de Catalunya  | David Vršecký          | 49     | Markus Bösiger         | 40     | Jean-Philippe Belloc   | 32     |
| 2.   | 24.–25. Mai 2008       | Italien     | Misano        | Misano World Circuit  | Markus Bösiger         | 50     | Antonio Albacete       | 49     | David Vršecký          | 47     |
| 3.   | 07.–08. Juni 2008      | Spanien     | Albacete      | Circuito de Albacete  | Antonio Albacete       | 53     | Jochen Hahn            | 39     | David Vršecký          | 38     |
| 4.   | 28.–29. Juni 2008      | Frankreich  | Nogaro        | Circuit Paul Armagnac | Antonio Albacete       | 49     | David Vršecký          | 48     | Markus Bösiger         | 39     |
| 5.   | 11.–13. Juli 2008      | Deutschland | Nürburg       | Nürburgring           | David Vršecký          | 50     | Markus Bösiger         | 48     | Jochen Hahn            | 42     |
| 6.   | 30.–31. August 2008    | Tschechien  | Most          | Autodrom Most         | David Vršecký          | 54     | Markus Bösiger         | 54     | Markus Altenstrasser   | 32     |
| 7.   | 13.–14. September 2008 | Belgien     | Zolder        | Circuit Zolder        | Antonio Albacete       | 53     | David Vršecký          | 49     | Markus Bösiger         | 40     |
| 8.   | 20.–21. September 2008 | Frankreich  | Le Mans       | Circuit Bugatti       | Jochen Hahn            | 51     | Markus Bösiger         | 50     | David Vršecký          | 37     |
| 9.   | 04.–05. Oktober 2008   | Spanien     | San Sebastián | Circuito del Jarama   | Antonio Albacete       | 60     | David Vršecký          | 42     | Markus Bösiger         | 39     |

## Wertung
An jedem Rennwochenende wurden vier (4) Rennen gefahren, je zwei (2) am Samstag und zwei (2) am Sonntag.
Beim jeweils zweiten (2.) Tagesrennen (also Rennen 2 und 4 je Rennwochenende) wurde durch die Umkehr-Regelung die Startaufstellung des vorherigen Rennens teilweise umgedreht; dies betrifft die Top 8 am Zieleinlauf.
- Der Sieger der Rennen 1 und 3 eines Wochenendes (jeweils erstes Tagesrennen) ging also im darauffolgenden Rennen (2 und 4) von Position 8 aus ins Rennen.
- Der Achtplatzierte (8.) der Rennen 1 und 3 eines Wochenendes (jeweils zweites Tagesrennen) begann das darauffolgende Rennen (2 und 4) jedoch von der Pole-Position.
- Die Plätze dazwischen wurden entsprechend umgekehrt.

Bei der Wertung wurde zwischen den Rennen mit und ohne Umkehr-Regelung unterschieden (Platz 1 – 10):
- Rennen 1 und 3 (ohne Umkehr-Regelung): 20, 15, 12, 10, 8, 6, 4, 3, 2, 1 Punkt(e)
- Rennen 2 und 4 (mit Umkehr-Regelung): 10, 9, 8, 7, 6, 5, 4, 3, 2, 1 Punkt(e)

### Fahrer-Wertung
Tabellen-Endstand (Plätze 1–10) nach dem Saisonfinale in San Sebastián, Spanien (Circuito del Jarama):
| Pl. | Fahrer               | Marke        | Punkte |
| --- | -------------------- | ------------ | ------ |
| 1.  | David Vršecký        | Freightliner | 414    |
| 2.  | Markus Bösiger       | Freightliner | 393    |
| 3.  | Antonio Albacete     | MAN          | 372    |
| 4.  | Jochen Hahn          | MAN          | 305    |
| 5.  | Jean-Philippe Belloc | MAN          | 239    |
| 6.  | Markus Altenstrasser | Renault      | 148    |
| 7.  | Stuart Oliver        | MAN          | 116    |
| 8.  | Frankie Vojtíšek     | Renault      | 101    |
| 9.  | Christopher Levett   | MAN          | 98     |
| 10. | Egon Allgäuer        | MAN          | 97     |

### Team-Wertung
Tabellen-Endstand nach dem Saisonfinale in San Sebastián, Spanien (Circuito del Jarama):
| Rang | Team                       | Fahrer                                 | Trucks        | Punkte |
| ---- | -------------------------- | -------------------------------------- | ------------- | ------ |
| 1    | Buggyra Int. Racing System | David Vršecký, Markus Bösiger          | Freightliner  | 878    |
| 2    | Koller und Schwemmer Team  | Jochen Hahn, Jean-Philippe Belloc      | MAN           | 644    |
| 3    | Frankie Truck Racing Team  | Markus Altenstrasser, Frankie Vojtíšek | Renault       | 459    |
| 4    | Team Bermejo/Horne         | Jose Bermejo, Steve Horne              | Mercedes-Benz | 244    |